# L'Homme du Bengale
Pour plus de détails, voir Fiche technique et Distribution.
L'Homme du Bengale (La montagna di luce) est un film italien réalisé par Umberto Lenzi et sorti en 1965. Il est adapté du roman homonyme d'Emilio Salgari paru en 1902.

## Synopsis
Sirdar, Rajah du Pendjab, est déterminé à mettre la main sur le diamant appelé Koh-i Nor, « la montagne de lumière » (La montagna di luce) qui brille sur le front de la statue d'un dieu local, Dharma Raja. Il tente alors de charger l'aventurier Allan Foster de cette tâche.

## Fiche technique
Sauf indication contraire, les informations mentionnées dans cette section peuvent être confirmées par la base de données cinématographiques IMDb,  présente dans la section « Liens externes ».
- Titre français : L'Homme du Bengale[1]
- Titre original italien : La montagna di luce[2]
- Réalisation : Umberto Lenzi
- Scénario : Fulvio Gicca Palli d'après le roman d'Emilio Salgari
- Photographie : Angelo Lotti
- Montage : Jolanda Benvenuti (it)
- Musique : Francesco De Masi
- Décors : Arrigo Equini (it)
- Effets spéciaux : Joseph Nathanson
- Costumes : Nadia Vitali
- Maquillage : Raul Ranieri
- Production : Solly V. Bianco
- Société de production : Filmes
- Pays de production :  Italie
- Langue de tournage : italien
- Format : Couleur - 2,35:1 - Son mono - 35 mm
- Durée : 103 minutes (1 h 43[2])
- Genre : Aventure
- Dates de sortie :
  - Italie : 16 janvier 1965
  - France : 16 février 1966[1]

## Distribution
- Richard Harrison : Alan Foster
- Luciana Gilli : Lilamani
- Wilbert Bradley : Sitama
- Daniele Vargas : Le Rajah Sirdar
- Nerio Bernardi : Le Grand Brahmane de la pagode
- Andrea Scotti : Le serviteur du Rajah
- Nazzareno Zamperla : Un complice de Sitama
- Dakar (non crédité) : Un complice de Sitama